# Р-21
Р-21 (индекс ГРАУ — 4К55, по классификации МО США и НАТО — SS-N-5 «Serb») — советская жидкостная одноступенчатая баллистическая ракета подводных лодок (БРПЛ). В составе ракетного комплекса Д-4 входила в состав вооружения подводных лодок проектов 629А и 658М.
Разработка ракеты была задана ОКБ-586 М. К. Янгеля постановлением от 20 марта 1958 года. 17 марта 1959 года разработка была передана в СКБ-385 (главный конструктор В. П. Макеев). Ракетный комплекс Д-4 с ракетой Р-21 был принят на вооружение постановлением Совета Министров СССР от 15 мая 1963 года. Комплексом с тремя пусковыми установками были вооружены 14 подводных лодок проекта 629А и 7 ракетоносцев проекта 658М. Последние пуски ракет Р-21 были произведены в 1982 году, а в 1989 году комплекс Д-4 был снят с вооружения. За время эксплуатации было выполнено 228 запусков ракет Р-21, из них 193 успешных.
Ракета Р-21 комплекса Д-4 по своему техническому уровню была значительным шагом вперёд по сравнению со своей предшественницей — Р-13. На ней впервые в СССР был отработан подводный старт, что значительно повысило боевую устойчивость ракетоносцев.

## История разработки
Решение о начале работ по ракете Р-21 с подводным стартом было принято 20 марта 1958 года. Разработка велась ОКБ-586 (главный конструктор М. К. Янгель), в котором на тот момент также велись работы по созданию ракеты для подводных лодок Р-15 с надводным стартом, баллистической ракеты средней дальности Р-14 и межконтинентальной баллистической ракеты Р-16. По результатам рассмотрения проекта Р-15 в НИИ-88, институтах ВМФ, с учётом результатов работ в СКБ-385 по проекту баллистической ракеты подводных лодок Р-13М с подводным стартом было принято решение о нецелесообразности продолжения работ. 3 декабря 1958 года вышло постановление Совета министров СССР о прекращении в ОКБ-586 работ по ракете Р-15, а взамен ему поручалась разработка ракеты с подводным стартом Р-21.
Эскизный проект Р-21 создавался совместно с ленинградскими конструкторскими бюро (КБ) разрабатывавшими подводные лодки (ЦКБ-16, главный конструктор Исанин Н. Н.) и шахтные ПУ (КБ-1 в ЦКБ-34, главный конструктор Е. Г. Рудяк). В начале 1959 года обострилась международная обстановка в результате так называемого «Берлинского кризиса». Руководство страны потребовало резкого ускорения темпов создания ракет Р-14 и Р-16. По словам М. К. Янгеля, после его доклада Н. С. Хрущёву тот сказал: «Это то, что нам нужно. Если ракета Р-16 будет создана, оборона страны будет поставлена на прочную основу». Согласно постановлениям Совмина от 13 мая 1959 года ускорялись работы по созданию ракет Р-14 и Р-16 в ОКБ-586, и принято решение о передаче всех работ по морской тематике в СКБ-385 В. П. Макеева.
Работы по проработке вопросов, связанных с тематикой подводного старта ракеты, были начаты ещё в 1955 году. 3 февраля 1955 года вышло постановление правительства о начале исследований по подводному старту ракеты Р-11ФМ. Работы по ракете были поручены ОКБ-10 НИИ-88 под руководством главного инженера Е. В. Чарнко. Разработка бортовой, стендовой и корабельной систем управления была поручена СКБ-626, главный конструктор Н. А. Семихатов. Работы по исследованию физики явлений, имеющих место при подводном старте, были разбиты на три этапа. На первом этапе производились бросковые пуски макетов, имитирующих ракету Р-11ФМ, из неподвижной погруженной шахты. На втором этапе производились пуски макетов с движущейся переоборудованной подводной лодки. На третьем, заключительном этапе, производились прицельные стрельбы на полную дальность с борта подводной лодки. Для бросковых испытаний были созданы два типа макетов — с твердотопливным (РДТТ) и жидкостным (ЖРД) двигателями.
Первым был создан макет с твердотопливными двигателями, получивший обозначение С4.1. Корпус макета был взят от ракеты Р-11. Для сохранения месторасположения центра тяжести баки горючего и окислителя заполнялись водой. Жидкостный двигатель отсутствовал, а на его место были установлены три твердотопливных двигателя с устройством отсечения тяги. После вылета из-под воды лопасти устройства разворачивались и перекрывали сопла двигателей, отсекая газовую струю. Макет, не набрав высоту, падал в воду и поднимался водолазами для съёма данных с регистрирующей аппаратуры.
Испытания макета производились с погружаемого стенда в Балаклаве на Чёрном море. Конструктивно стенд представлял собой шахту высотой 12 метров и диаметром 2, установленную на понтоне, который мог погружаться на глубину до 20 метров. Для выполнения предстартовых операций понтон притапливался. К понтону был прикреплён трос, пропущенный через блок, установленный в бетонном массиве на грунте бухты. После ухода людей трос выбирался с помощью лебёдки, и понтон затягивался на необходимую глубину. Управление стендом осуществлялось с берегового поста управления с помощью проложенного к стенду кабеля. По кабелю осуществлялась передача команд по предстартовой подготовке и пуску ракет.
Первый пуск ракеты-макета С4.1 из-под воды был осуществлён 26 декабря 1956 года с глубины 30 метров. Ракета после старта поднялась на 150 метров над водой. Всего с декабря 1956 года по июль 1957 года было произведено четыре пуска макетов с РДТТ, все они были успешными.
Наряду с работами по созданию погружного стенда проводились также работы по переоборудованию на Чёрном море дизельной подводной лодки «С-229» проекта 613. Для испытания бросковых макетов С4.1 и С4.5 она была переоборудована по проекту В613, разработанному ЦКБ-16 (главный конструктор Н. Н. Исанин). Работы производились на заводе № 444 в Николаеве. В районе миделя к бортам лодки были приварены две ракетные шахты в вертикальном положении. В результате лодка приняла подобие «трёхбашенного замка». С подводной лодки было осуществлено три (все успешные) пуска макетов С4.1. Первый пуск макета С4.1 с движущейся подводной лодки был осуществлён 9 июля 1957 года с глубины 29 метров при скорости подводной лодки 2,5 узла в штилевую погоду. 18 июля был произведён второй пуск с глубины 28,5 метров при скорости подводной лодки 3,5 узла и волнении моря 2—3 балла. 27 июля состоялся третий пуск с глубины 28 метров при скорости подводной лодки 4,5 узла. Из-за отсутствия готовых макетов работы были прекращены до следующего года.
В 1958 году начались пуски макетов С4.5 с жидкостным двигателем с заправкой топлива на 4,5 с работы. С февраля по апрель 1958 года было произведено три пуска с погружаемого стенда и по разным данным три или четыре пуска с подводной лодки проекта «С-229». 29 марта 1958 год был осуществлён первый пуск макета С4.5 с подводной лодки с глубины 30 метров при скорости 3,5 узла и волнении моря 2 балла. Макет взлетел на 60 метров, а после приводнения разбился. Была найдена только всплывшая хвостовая часть ракеты. В шахте были обнаружены незначительные повреждения. 4 апреля состоялся второй пуск с глубины 30 метров, скорости 3,5 узла и в штилевую погоду. Макет поднялся на 50 метров и был поднят в целостном состоянии. 11 апреля состоялся третий пуск с глубины 30 метров, скорости 4,5 узла и волнении моря 1—2 балла. Макет поднялся на 60 метров и после падения в воду разбился и затонул.
23 января 1958 года вышло постановление правительства о переоборудовании лодки «Б-67» по проекту ПВ-611 для запуска опытных баллистических ракет с подводным стартом. К июлю 1958 года ракета Р-11ФМ была доработана для подводного старта и получила индекс С4.7. Первый пуск ракеты С4.7 с борта «Б-67» состоялся в августе 1959 года на Белом море. Пуск закончился неудачей. За пусками велось наблюдение с помощью судна «Аэронавт». С лодки на поверхность шёл кабель-трос к плотику с антенной. С помощью неё и осуществлялась связь в диапазоне УКВ с наблюдательным судном. Был дал сигнал на старт. Аппаратура лодки просигнализировала, что ракета ушла. Однако с борта «Аэронавта» старта не наблюдали. Лодка всплыла, открыли шахту, и стоявшая в ней ракета самопроизвольно стартовала. Следующая попытка была осуществлена 14 августа 1960 года, однако в процессе заполнения шахты водой из-за заводского дефекта в системе заполнения шахты водой, ракету сбросило со стартового стола, и была смыта головная часть. Первый в СССР успешный подводный старт баллистической ракеты С4.7 состоялся 10 сентября 1960 года, через 40 дней после первого подводного пуска американской ракеты «Поларис» 20 июля 1960 года.
Параллельно шли работы по ракете Р-21. Её испытания также шли в три этапа — бросковые испытания макетов со стенда и подводной лодки и лётные испытания самих ракет. Для бросковых испытаний был создан макет получивший обозначение К1.1. Конструктивно это был прототип ракеты Р-21, на котором для уменьшения времени работы были уменьшены объёмы баков окислителя и горючего. Испытания проводились с неподвижного плавстенда ПСД-4 с глубин 40—50 метров. Для испытания с подводной лодки была ещё раз переоборудована «С-229» по проекту 613-Д4. На лодке за рубкой была установлена одна ракетная шахта, выступавшая сверху на высоту 6,8 метра над палубой и снизу на 2 метра за корпус лодки. Для высвобождения места под ракетную шахту пришлось демонтировать часть жилых помещений и одну группу аккумуляторных батарей.
С погружного стенда ПСД-4 с 15 мая по 22 июля 1961 года было выполнено пять пусков макетов К1.1. С 29 августа по 11 сентября было осуществлено три пуска с борта С-229 с глубины 40—50 метров и скорости лодки 2,6—3,5 узла.
Лётно-конструкторские испытания были продолжены пусками ракет Р-21 с борта подводной лодки. Испытания проводились на Северном флоте с февраля 1962 года с борта подводной лодки «К-142» переоборудованной по проекту 629Б и сданной флоту 29 декабря 1962 года. На лодке из трёх шахт две носовых были переделаны под Р-21, а третья осталась закрыта заглушками. В ней впоследствии предполагалась установка твердотопливной ракеты комплекса Д-6. В шахтах под Р-21 смонтировали пусковые установки СМ-87 с неподвижными столами конструкции ЦКБ-34. Подводный старт ракет мог осуществляться с глубины 30—50 метров от днища ракеты, при скорости лодки 2—4 узла и волнении моря до 5 баллов.
Первый пуск был осуществлён 24 февраля 1962 года. Всего в ходе лётно-конструкторских испытаний было осуществлено 15 пусков, из которых 12 были признаны успешными. Затем приступили к совместным испытаниям — ракеты в составе комплекса Д-4 и подводной лодки. Было осуществлено 12 пусков, все были удачными. Комплекс Д-4 с ракетой Р-21 был принят на вооружение согласно постановлению Совета Министров СССР № 539—191 от 15 мая 1963 года.

## Конструкция

### Ракета Р-21
Конструктивно ракета Р-21 представляла собой одноступенчатую баллистическую ракету с жидкостным двигателем и отделяющейся головной ядерной частью. Необходимость обеспечения подводного старта потребовала обеспечения герметичности отсеков ракеты, электроразъёмов, кабелей и пневмогидравлической аппаратуры. Корпус ракеты выполнялся цельносварным из листовой нержавеющей стали, и состоял из четырёх отсеков: приборного, бака окислителя, бака горючего и хвостового отсека со стабилизаторами. Связь между системой управления, расположенной в приборном отсеке, и исполнительными механизмами осуществлялась с помощью герметичных кабелей, выходящих на внешнюю поверхность корпуса. Связь с бортовой системой управления ракетоносца осуществлялась с помощью двух специальных бортовых разъёмов.
Баки окислителя и горючего одновременно служили силовым корпусом ракеты. Межбаковое пространство сообщается с хвостовым отсеком через кольцевой зазор между расходной трубой окислителя и тоннельной трубой, расположенными в баке горючего. За счёт этого в момент старта происходит наддув этой полости и уменьшение нагрузки на корпус в этом районе. С целью уменьшения нагрузки также осуществляется наддув баков ракеты с помощью систем предварительного и предстартового наддува.
Двигатель ракеты — ЖРД разработки КБХМ, четырёхкамерный, с центральным турбонасосным агрегатом, так называемой «открытой схемы». По данным некоторых источников двигатель имел индекс С5.3, работал на паре топлив ТГ-02/АК-27И и имел тягу у земли 40 тс. Двигатель с автоматическим регулированием тяги и соотношения компонентов топлива. При разработке двигателя большое внимание уделялось компоновочным работам с целью уменьшения длины по сравнению с двигателем ракеты Р-13. В итоге при том же миделе, двигатель имел в полтора раза большую тягу и более чем в полтора раза меньшую длину. Это был первый двигатель, в котором управляющие моменты создавались основными поворотными камерами, а не специальными рулевыми. Узлы подвески камер позволяют им отклоняться на угол ±9°. Для обеспечения рационального соотношения между управляющими моментами по тангажу, рысканию и крену оси качания камер смещены относительно плоскостей стабилизации на угол 60°. В отличие от ракет Р-13, заправка которых производилась на борту лодки, ракеты Р-21 погружались на ракетоносец в заправленном состоянии. В начале эксплуатации срок хранения заправленной ракеты составлял шесть месяцев, затем этот срок был продлён до двух лет.
Масса отделяемой головной части 1179 кг. Постановление по разработке новой термоядерной боеголовки вышло 28 января 1960 года. Боеголовка разрабатывалась в НИИ-1011 под руководством главных конструкторов А. Д. Захаренкова, а затем Л. Ф. Клопова. Созданием ядерного заряда занималось КБ-11, разработкой корпуса головной части — СКБ-385, радиодатчика — СКБ-885 и системой ударных датчиков занималось НИИ-137. Мощность по сравнению с зарядом для Р-13 была несколько снижена, однако её вес был снижен на 400 кг. Для уменьшения перегрева носовой части её носок имел не остроконечную, а закруглённую форму. Испытания боеголовки велись с марта 1962 по март 1963 года. После их окончания разработчики заряда предложили увеличить его мощность за счёт использования трития. После проведения необходимых испытаний эта модификация боеголовки и была принята на вооружение в 1963 году.

### Комплекс Д-4
Кроме ракет Р-21 в ракетный комплекс Д-4 входили пусковые установки СМ-87, система корабельных счётно-решающих приборов управления стрельбой, аппаратура и системы подводной лодки, обеспечивающие подготовку и проведение пуска, в разработке которых кроме СКБ-385 участвовали ОКБ-2, ЦКБ-34, НИИ-137, ПО «Арсенал».
Использование ракет с подводным стартом привело к необходимости создания специальной «системы одержания», удерживающую лодку в заданном диапазоне глубин при пуске ракет. Без данной системы после пуска ракеты лодка подвсплывала на 16 метров, что приводило к необходимости возврата лодки на заданную глубину для пуска следующей ракеты. Перед стартом ракеты кольцевой зазор между ракетой и шахтой заполнялся забортной водой. Чтобы не создавать дисбаланса плавучести подводной лодки заполнение кольцевого зазора водой осуществлялось из предварительно заполненных специальных цистерн кольцевого зазора с помощью системы перекачки. После старта ракеты создавался разбаланс плавучести, который ликвидировался принятием около 15 кубических метров воды в специальную уравнительную цистерну. Пуск ракет Р-21 осуществлялся с глубины 40—60 метров (считая от донного среза ракеты) при скорости лодки 2—4 узла и волнении моря до 5 баллов. Время предстартовой подготовки первой ракеты к пуску около 30 минут. Время стрельбы тремя ракетами не более 10 минут.
Ракетные шахты имели диаметр 2150 мм (у Р-13 — 2450 мм) и устанавливались на комингсы прочного корпуса лодки. Ракета Р-21 подвешивалась в шахте на специальных растяжках-амортизаторах, а хвостовой частью устанавливалась на специальном амортизированном стартовом столе. Корабельный навигационный комплекс «Сигма-658» отслеживал курс, углы бортовой и килевой качки, производил расчёт скорости лодки и обеспечивал непрерывный расчёт текущих координат. Во время предстартовой подготовки ракет эти данные передавались на счётно-решающие приборы «Ставрополь-1» и «Изумруд-1». На них, с учётом данных системы «Сигма-658», поправок на вращение Земли и её несферичности, производился расчёт углов наведения бортовых гироприборов ракеты относительно плоскости стрельбы и плоскости горизонта, расчёт текущей дистанции до цели, выработка временной установки интегратора продольных ускорений и выдача этих данных на борт ракеты.

### Процедура запуска и траектория полёта ракеты
При предстартовой подготовке ракеты Р-21 осуществлялся предварительный наддув баков до давления 2,4 атмосферы. Затем шахта заполнялась водой из цистерн кольцевого зазора, а наддув баков продолжался до давления 8,5 атмосфер. При этом образовывался так называемый «воздушный колокол» — герметизированный воздушный объём, образованный хвостовым отсеком ракеты и пусковым столом. В этот объём осуществлялся запуск жидкостного двигателя ракеты, что позволяло снизить пик возникающего при старте давления и использовать конструкцию шахты без специальных газоотводов. После заполнения шахты водой производилось выравнивание давления в шахте с забортным. Открывалась крышка шахты. При выдаче команды на запуск, запускался двигатель ракеты. Запуск производился с пониженной тягой, а выход на маршевый режим осуществлялся по специальной циклограмме. Продукты сгорания поступали в «воздушный» колокол, что позволяло снизить гидравлический удар. Давление на донном срезе возрастало и выталкивало ракету из шахты. Бугели, установленные на ракете, скользили по специальным направляющим, и ракета выходила из шахты. Крышка ракетной шахты закрывалась. Системой одержания заполнялась уравнительная цистерна для удержания лодки на заданной глубине. Шахта лодки осушалась, и осуществлялся запуск следующей ракеты. Подводный старт с помощью маршевого двигателя ракеты не потребовал создания специальных устройств старта и сделал возможным управляемое движение ракеты на подводном участке траектории.
| Параметры движения ракеты Р-21 при старте                   | Параметры движения ракеты Р-21 при старте |
| ----------------------------------------------------------- | ----------------------------------------- |
| Максимальное давление при старте                            | 9 атм                                     |
| Максимальная перегрузка при старте                          | 3,7 g                                     |
| Время движения в шахте                                      | 1,37 с                                    |
| Скорость выхода из шахты                                    | 16,5 м/с                                  |
| Время выхода из воды                                        | 3 с                                       |
| Скорость выхода из воды                                     | 30 м/с                                    |
| Параметры траектории при стрельбе на максимальную дальность |                                           |
| Скорость в момент выключения двигателя                      | 3439 м/с                                  |
| Высота конца активного участка                              | 68,9 км                                   |
| Время полёта на активном участке                            | 93 с                                      |
| Полное время полёта до цели                                 | 384,6 с                                   |
| Скорость встречи головной части с целью                     | 342 м/с                                   |

## Развёртывание и эксплуатация
Кроме двух опытных лодок — «С-229» проекта 613-Д4 и «К-142» построенной по проекту 629Б, под ракетный комплекс Д-4 переоборудовались лодки проектов 629 и 658 по проектам соответственно 629А и 658М.
Постановление Совета Министров о переделке подводных лодок проекта 629 в проект 629А вышло 2 июля 1962 года. По проекту предусматривался демонтаж трёх пусковых установок СМ-60 с ракетами Р-13 и монтаж пусковых установок СМ-87. В связи с тем, что ВМФ выделил первые две лодки только в 1964 году, работы по модернизации затянулись. Головная подводная лодка К-88 проходила переделку с 30 августа 1964 года по 28 декабря 1966 года. Всего было переоборудовано 14 лодок (в том числе «К-142» проекта 629Б), из них 8 на Северном флоте на СРЗ «Звёздочка» и 6 на Тихоокеанском — на ССЗ им. Ленкома. В 1967 году закончена модернизация «К-36», «К-91» и «К-99», в 1968 — «К-79», «К-142», «К-126» и «К-129», в 1969 — «К-96», в 1971 — «К-93», «К-139», «К-75», и последние две в 1972 году — «К-72» и «К-163».
Первоначально комплексом Д-4 были вооружены лодки Северного и Тихоокеанского флотов. На Северном флоте лодки проекта 629А вместе с лодками проектами 629 входили в 16-ю дивизию 12-й эскадры подводных лодок, с базированием в бухте Оленья. Лодки с Северного флота постепенно переводились на другие флоты. В сентябре 1968 на Тихий океан ушли две лодки, с 1971 по 1974 ещё 4. В конце 1970-х 6 оставшихся ракетоносцев были переведены на Балтийский флот.
На Тихом океане лодки проекта 629А входили в 29-ю дивизию с базированием на Камчатке, а затем в бухте Павловского. В середине 1970-х на Тихом океане находилось 7 лодок проекта 629А. С конца 1980-х годов согласно договору о сокращении стратегических наступательных вооружений ОСВ-1 ракетное оружие на ракетоносцах этого проекта демонтировалось, а лодки выводились из строя или переоборудовались в торпедные и опытовые корабли. К концу 1989 года в составе ВМФ оставалось 6 лодок этого проекта — 4 на Балтийском флоте и 2 на Тихоокеанском. В 1990 все они были выведены из боевого состава.
Кроме дизель-электрических ракетоносцев проекта 629А комплекс Д-4 получили атомные подводные лодки проекта 658М. Из восьми ракетоносцев проекта 658 с ракетным комплексом Д-2 (ракета Р-13) в 1963—1967 под новый комплекс были переоборудованы 7 лодок — «К-19», «К-16», «К-33», «К-40», «К-55», «К-149» и «К-178». «К-145» модернизацию под Д-4 не проходила и впоследствии была переоборудована по проекту 701 под ракеты Р-29.
Первые две подводных лодки проекта 658 на Северном флоте вошли в состав 31-й дивизии 1-й флотилии подводных лодок с базированием в Западной Лице. В 1964 году 31-я дивизия вошла в состав 12-й эскадры (впоследствии преобразованной в 3-ю флотилию) подводных лодок Северного флота с базированием в Гаджиево, губа Сайда, база Ягельная. После поступления на вооружение дивизии лодок проекта 667А ракетоносцы проекта 658М были переведены в 18-ю дивизию. В конце 1970-х годов эта дивизия была переведена в Гремиху. Две подводные лодки проекта 658 — «К-55» в сентябре 1968 и «К-178» в сентябре 1963 — были переведены на Тихий океан и проходили боевую службу на Камчатке в составе 45-й дивизии атомных подводных лодок.
В соответствии с договором ОСВ-1 с 1977 года началось снятие ракетного оружия с подводных лодок проекта 658М. В 1979 году эта процедура была закончена на головной лодке — «К-19». С 1983 по 1987 снятие ракетных шахт было проведено и на остальных лодках этого проекта. Окончательно эти лодки были списаны в 1986—1991 годах. Последней, в 1991 году, была списана «К-19» («БС-19»).
Из-за небольшой дальности ракет подводные лодки проектов 629А и 658М должны были нести боевую службу у берегов США, в непосредственной зоне действия сил противолодочной обороны их ВМС. Благодаря близости целей эти ракетоносцы обеспечивали размещённым на них ракетам малое подлётное время, что затрудняло противнику организацию мер противодействия ракетному удару. Хотя специалистами и отмечалось, что после выполнения боевой задачи лодка вряд ли смогла бы вернуться домой.

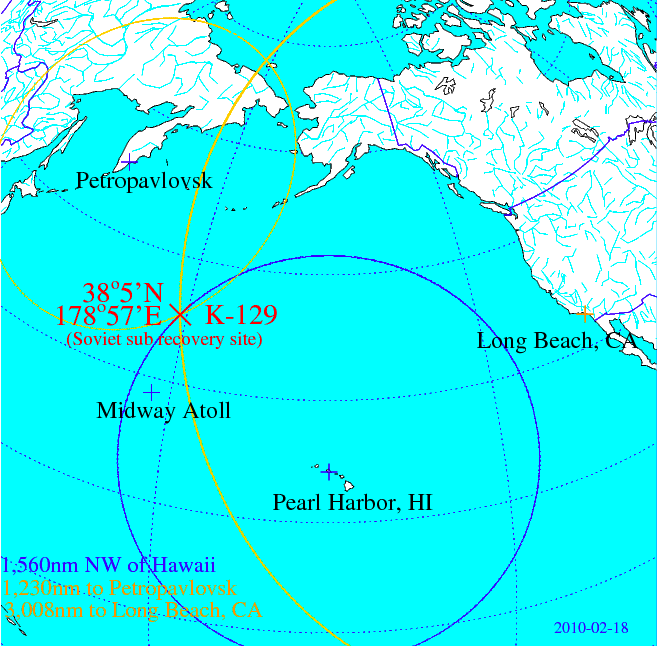
Операция «Дженнифер»

Одна из лодок проекта 629А — «К-129» — была потеряна в ходе эксплуатации в марте 1968 года. Лодка вышла на боевое дежурство 24 февраля 1968 года, но на связь в установленное время 8 марта 1968 года не вышла. Она была потеряна в районе с координатами 38°05′ с. ш. 178°57′ в. д., примерно в 1400 км северо-западнее Оаху, Гавайи. В ходе проведённой поисково-спасательной операции ракетоносец найден не был. Впоследствии в июле 1974 года США в ходе проведения операции «Азориан» (иногда именуемая «Дженнифер») с помощью специально оборудованного судна «Glomar Explorer» с глубины 5 км была поднята носовая часть лодки. Окончательная версия гибели лодки установлена не была, но в списке причин неполадки с ракетой Р-21 отсутствуют. Правительственная комиссия пришла к выводу, что следуя под РДП (устройство работы дизеля под водой) лодка «провалилась» на запредельную глубину погружения из-за неисправности поплавкового клапана в системе РДП.
Ракета Р-21 находилась на вооружении почти 20 лет — всего с 1963 по 1982 год было проведено 228 пусков ракет Р-21, из них 193 (84,6 %) — успешные. Причиной 19 неудачных пусков послужили отказы бортового оборудования ракет, в 11 случаях — отказы обеспечивающего оборудования и ошибки персонала, причины неудач 5 пусков установить не удалось. Условно специалистами эксплуатация ракет разбивается на три этапа. На первом этапе, с 1963 по 1967 год, шло освоение комплекса, и успешность пусков составила 76 %. На втором этапе, с 1968 по 1975 год, шла интенсивная эксплуатация комплекса, и эффективность составила 86 %. На заключительном этапе с 1976 по 1982 год эффективность несколько возросла до 89 % за счёт повышения безотказности ракет и уменьшения количества пусков.
| Развёртывание носителей, пусковых установок ракет Р-21 и зарядов на них по годам | Развёртывание носителей, пусковых установок ракет Р-21 и зарядов на них по годам | Развёртывание носителей, пусковых установок ракет Р-21 и зарядов на них по годам | Развёртывание носителей, пусковых установок ракет Р-21 и зарядов на них по годам | Развёртывание носителей, пусковых установок ракет Р-21 и зарядов на них по годам | Развёртывание носителей, пусковых установок ракет Р-21 и зарядов на них по годам | Развёртывание носителей, пусковых установок ракет Р-21 и зарядов на них по годам | Развёртывание носителей, пусковых установок ракет Р-21 и зарядов на них по годам | Развёртывание носителей, пусковых установок ракет Р-21 и зарядов на них по годам | Развёртывание носителей, пусковых установок ракет Р-21 и зарядов на них по годам |
| Год                                                                              | Проект 629Б                                                                      | Проект 629Б                                                                      | Проект 629А                                                                      | Проект 629А                                                                      | Проект 658М                                                                      | Проект 658М                                                                      | Итого                                                                            | Итого МСЯС                                                                       | %                                                                                |
| Год                                                                              | ПЛ                                                                               | Ракет/ЯЗ                                                                         | ПЛ                                                                               | Ракет/ЯЗ                                                                         | ПЛ                                                                               | Ракет/ЯЗ                                                                         | ЯЗ                                                                               | ЯЗ                                                                               | %                                                                                |
| -------------------------------------------------------------------------------- | -------------------------------------------------------------------------------- | -------------------------------------------------------------------------------- | -------------------------------------------------------------------------------- | -------------------------------------------------------------------------------- | -------------------------------------------------------------------------------- | -------------------------------------------------------------------------------- | -------------------------------------------------------------------------------- | -------------------------------------------------------------------------------- | -------------------------------------------------------------------------------- |
| 1962                                                                             | 1                                                                                | 2                                                                                |                                                                                  |                                                                                  |                                                                                  |                                                                                  | 2                                                                                | 104                                                                              | 1,92                                                                             |
| 1963                                                                             | 1                                                                                | 2                                                                                |                                                                                  |                                                                                  | 1                                                                                | 3                                                                                | 5                                                                                | 104                                                                              | 4,81                                                                             |
| 1964                                                                             | 1                                                                                | 2                                                                                |                                                                                  |                                                                                  | 1                                                                                | 3                                                                                | 5                                                                                | 104                                                                              | 4,81                                                                             |
| 1965                                                                             | 1                                                                                | 2                                                                                |                                                                                  |                                                                                  | 2                                                                                | 6                                                                                | 8                                                                                | 104                                                                              | 7,69                                                                             |
| 1966                                                                             | 1                                                                                | 2                                                                                | 1                                                                                | 3                                                                                | 4                                                                                | 12                                                                               | 17                                                                               | 104                                                                              | 16,35                                                                            |
| 1967                                                                             |                                                                                  |                                                                                  | 5                                                                                | 15                                                                               | 4                                                                                | 12                                                                               | 27                                                                               | 143                                                                              | 18,88                                                                            |
| 1968                                                                             |                                                                                  |                                                                                  | 6                                                                                | 18                                                                               | 6                                                                                | 18                                                                               | 36                                                                               | 196                                                                              | 18,37                                                                            |
| 1969                                                                             |                                                                                  |                                                                                  | 8                                                                                | 24                                                                               | 6                                                                                | 18                                                                               | 42                                                                               | 266                                                                              | 15,79                                                                            |
| 1970                                                                             |                                                                                  |                                                                                  | 9                                                                                | 27                                                                               | 6                                                                                | 18                                                                               | 45                                                                               | 400                                                                              | 11,25                                                                            |
| 1971                                                                             |                                                                                  |                                                                                  | 10                                                                               | 30                                                                               | 7                                                                                | 21                                                                               | 51                                                                               | 591                                                                              | 8,63                                                                             |
| 1972                                                                             |                                                                                  |                                                                                  | 13                                                                               | 39                                                                               | 7                                                                                | 21                                                                               | 60                                                                               | 633                                                                              | 9,48                                                                             |
| 1973                                                                             |                                                                                  |                                                                                  | 13                                                                               | 39                                                                               | 7                                                                                | 21                                                                               | 60                                                                               | 658                                                                              | 9,12                                                                             |
| 1974                                                                             |                                                                                  |                                                                                  | 13                                                                               | 39                                                                               | 7                                                                                | 21                                                                               | 60                                                                               | 734                                                                              | 8,17                                                                             |
| 1975                                                                             |                                                                                  |                                                                                  | 13                                                                               | 39                                                                               | 7                                                                                | 21                                                                               | 60                                                                               | 856                                                                              | 7,01                                                                             |
| 1976                                                                             |                                                                                  |                                                                                  | 13                                                                               | 39                                                                               | 7                                                                                | 21                                                                               | 60                                                                               | 937                                                                              | 6,40                                                                             |
| 1977                                                                             |                                                                                  |                                                                                  | 13                                                                               | 39                                                                               | 6                                                                                | 18                                                                               | 57                                                                               | 1051                                                                             | 5,42                                                                             |
| 1978                                                                             |                                                                                  |                                                                                  | 13                                                                               | 39                                                                               | 6                                                                                | 18                                                                               | 57                                                                               | 1192                                                                             | 4,78                                                                             |
| 1979                                                                             |                                                                                  |                                                                                  | 13                                                                               | 39                                                                               | 6                                                                                | 18                                                                               | 57                                                                               | 1262                                                                             | 4,52                                                                             |
| 1980                                                                             |                                                                                  |                                                                                  | 13                                                                               | 39                                                                               | 6                                                                                | 18                                                                               | 57                                                                               | 1373                                                                             | 4,15                                                                             |
| 1981                                                                             |                                                                                  |                                                                                  | 13                                                                               | 39                                                                               | 6                                                                                | 18                                                                               | 57                                                                               | 1617                                                                             | 3,53                                                                             |
| 1982                                                                             |                                                                                  |                                                                                  | 13                                                                               | 39                                                                               | 6                                                                                | 18                                                                               | 57                                                                               | 1617                                                                             | 3,53                                                                             |
| 1983                                                                             |                                                                                  |                                                                                  | 13                                                                               | 39                                                                               | 6                                                                                | 18                                                                               | 57                                                                               | 1801                                                                             | 3,16                                                                             |
| 1984                                                                             |                                                                                  |                                                                                  | 13                                                                               | 39                                                                               | 6                                                                                | 18                                                                               | 57                                                                               | 1965                                                                             | 2,90                                                                             |
| 1985                                                                             |                                                                                  |                                                                                  | 13                                                                               | 39                                                                               | 6                                                                                | 18                                                                               | 57                                                                               | 2217                                                                             | 2,57                                                                             |
| 1986                                                                             |                                                                                  |                                                                                  | 13                                                                               | 39                                                                               | 5                                                                                | 15                                                                               | 54                                                                               | 2262                                                                             | 2,39                                                                             |
| 1987                                                                             |                                                                                  |                                                                                  | 12                                                                               | 36                                                                               | 4                                                                                | 12                                                                               | 48                                                                               | 2434                                                                             | 1,97                                                                             |
| 1988                                                                             |                                                                                  |                                                                                  | 12                                                                               | 36                                                                               | 2                                                                                | 6                                                                                | 42                                                                               | 2470                                                                             | 1,70                                                                             |
| 1989                                                                             |                                                                                  |                                                                                  | 6                                                                                | 18                                                                               | 2                                                                                | 6                                                                                | 24                                                                               | 2732                                                                             | 0,88                                                                             |
| 1990                                                                             |                                                                                  |                                                                                  |                                                                                  |                                                                                  | 1                                                                                | 3                                                                                | 3                                                                                | 2795                                                                             | 0,11                                                                             |

## Тактико-технические характеристики
|                              | Р-21                                     |
| ---------------------------- | ---------------------------------------- |
| Индекс УРАВ ВМФ              | 4К55                                     |
| Код МО США и НАТО            | SS-N-5 «Serb»                            |
| Индекс комплекса             | Д-4                                      |
| Носители                     | Проект 629А/Проект 658М                  |
| Характеристики ракеты        |                                          |
| Количество ступеней          | 1                                        |
| Масса ракеты, кг             | 16 600                                   |
| Длина, м                     | 12,9                                     |
| Диаметр, м                   | 1,4                                      |
| Вес ГЧ, кг                   | 1179                                     |
| Тип ГЧ                       | термоядерная                             |
| Количество и тип             | 1, моноблочная отделяемая                |
| Мощность, Мт                 | 0,8—1                                    |
| Система управления           | инерциальная                             |
| КВО, км                      | 2,8                                      |
| Двигатель первой ступени     | ЖРД С5.3                                 |
| Топливо                      | ТГ-02+АК-27И                             |
| Тип старта                   | мокрый подводный                         |
| История разработки           |                                          |
| Разработчик                  | СКБ-385                                  |
| Конструктор                  | Макеев В. П.                             |
| Начало разработки            | 20 марта 1958                            |
| Бросковые                    | май 1960 — октябрь 1961                  |
| Всего                        | 9                                        |
| Успешные                     | ?                                        |
| ЛКИ. Пуски с ПЛ              | 24 февраля 1962 года — май 1963          |
| Всего                        | 27                                       |
| Успешные                     | 24                                       |
| Принятие на вооружение       | 15 мая 1963                              |
| Снятие с вооружения          | 1982?                                    |
| Пусков во время эксплуатации | 228                                      |
| Из них успешные              | 193                                      |
| Изготовитель                 | Златоустовский машиностроительный завод? |

## Оценка проекта
Ракета Р-21 комплекса Д-4 по своему техническому уровню была значительным шагом вперёд по сравнению со своей предшественницей — Р-13. На ней впервые в СССР был отработан подводный старт, что значительно повысило боевую устойчивость ракетоносцев. Однако комплекс Д-4 по дальности уступал американским комплексам «Поларис» A-1 (дальность полёта 2200 км) принятому на вооружение на три года раньше советского, и «Поларис» A-2 (дальность полёта 2800 км) принятому на год раньше. Точность американских ракет была выше (КВО 1800 м против 2800 у Р-21). Кроме того, американские ракетоносцы могли нести 16 ракет, против трёх у советских. Также советские ракетоносцы вынуждены были осуществлять 7—8-тысячекилометровые переходы в районы боевого патрулирования и действовать в зонах господства противолодочных сил ВМС США и НАТО. Это привело к тому, что несмотря на сопоставимое у СССР и США количество ракетоносцев, морские стратегические ядерные силы США обладали гораздо большим боевым потенциалом.
В отличие от американских ракет с твердотопливными ракетными двигателями, советские ракеты оснащались жидкостными ракетными двигателями. Несмотря на более сложную конструкцию ЖРД, техническая надёжность советских ракет была сопоставима с надёжностью американских, а мощность термоядерной боевой части была больше. Ракета Р-21 стала этапной, и опробованные на ней технические решения позволили приступить к созданию ракетных комплексов с ракетами Р-27 и Р-29. Несмотря на все эти недостатки, созданный ракетный комплекс позволил ракетоносцам СССР стать полноценными боевыми единицами и успешно решать поставленные перед ними задачи. В процессе эксплуатации ракетоносцев с ракетами Р-21 был получен бесценный опыт боевых патрулирований, позволивший позже создать высокоэффективную морскую компоненту стратегических сил и, в конечном счёте, обеспечить ядерный паритет с США.
| ТТХ                        | Поларис A1      | Поларис A2      | Р-11ФМ      | Р-13        | Р-21             | M1              |
| -------------------------- | --------------- | --------------- | ----------- | ----------- | ---------------- | --------------- |
| Страна                     | США             | США             | СССР        | СССР        | СССР             | Франция         |
| Год принятия на вооружение | 1960            | 1962            | 1959        | 1961        | 1963             | 1972            |
| Максимальная дальность, км | 2200            | 2800            | 150         | 650         | 1420             | 3000            |
| Забрасываемый вес, кг      | 500             | 500             | 970         | 1600        | 1180             | 1360            |
| Тип головной части         | моноблочная     | моноблочная     | моноблочная | моноблочная | моноблочная      | моноблочная     |
| Мощность, Мт               | 0,6             | 0,8 (1,2)       | 0,01—0,5    | 1           | 0,8—1            | 0,5             |
| КВО, м                     | 1800            | ?               | 8000        | 4000        | 2800             | ?               |
| Стартовая масса, т         | 12,7            | 13,6            | 5,5         | 13,745      | 19,65            | 20              |
| Длина, м                   | 8,53            | 9,45            | 10,34       | 11,83       | 14,21            | 10,67           |
| Диаметр, м                 | 1,37            | 1,37            | 0,88        | 1,3         | 1,4              | 1,49            |
| Количество ступеней        | 2               | 2               | 1           | 1           | 1                | 2               |
| Тип двигателя              | РДТТ            | РДТТ            | ЖРД         | ЖРД         | ЖРД              | РДТТ            |
| Тип старта                 | сухой подводный | сухой подводный | надводный   | надводный   | мокрый подводный | сухой подводный |

## Появления в кино
- Рассуждения по поводу потенциальной опасности затопленной на дне Тихого океана ракеты P-21 была показана в научно-популярном сериале «Жизнь после людей» (8-я серия).

## Использованная литература и источники
1. 1 2 3 4  Стратегическое ядерное вооружение России. — 1998. — С. 274.
2. 1 2 3 4  Глава 2. Главная кузница ракетного оружия (1954—1964). Раздел Новые предложения ОКБ // [epizodsspace.no-ip.org/bibl/kb-ujn/02.html История КБ «Южное»].
3. 1 2 3 4 5 6 7 8 9 10 11 12  Широкорад А. Б. Энциклопедия отечественного РО. — С. 512.
4. ↑  Глава 2. Главная кузница ракетного оружия (1954—1964). Раздел Главная задача — МБР // [epizodsspace.no-ip.org/bibl/kb-ujn/02.html История КБ «Южное»].
5. 1 2 3 4 5  СКБ-385 / под общ. ред. В. Г. Дегтяря. — 2007. — С. 39.
6. 1 2 3 4 5 6 7  Коршунов, Кутовой. Баллистические ракеты отечественного флота. — 2002. — С. 13.
7. ↑  Средства выведения. Ракета Р-11ФМ. — Данные с официального сайта РКК «Энергия» им С. П. Королева. Дата обращения: 1 августа 2010. Архивировано 9 мая 2012 года.
8. 1 2  Подводная лодка «С-229» («УТС-247»). Черноморский флот. Дата обращения: 7 августа 2010. Архивировано 7 мая 2012 года.
9. ↑  Стратегическое ядерное вооружение России. — 1998. — С. 275.
10. ↑  Владимир Урбан. Подводный фронт адмирала Коробова. — Статья памяти адмирала Коробова на сайте armscontrol.ru. Дата обращения: 7 августа 2010. Архивировано 9 мая 2012 года.
11. 1 2 3 4 5 6 7 8 9 10 11 12 13 14  Широкорад А. Б. Энциклопедия отечественного РО. — С. 513.
12. 1 2  Коршунов, Кутовой. Баллистические ракеты отечественного флота. — 2002. — С. 15.
13. 1 2 3 4 5  СКБ-385 / под общ. ред. В. Г. Дегтяря. — 2007. — С. 43.
14. 1 2  Н. И. Леонтьев, П. М. Митин. Совершенствование энергомассовых характеристик двигательных установок и жидкостных ракетных двигателей для баллистических ракет подводных лодок. — Статья к 70-летию со дня рождения В. П. Макеева. Дата обращения: 7 августа 2010. Архивировано 21 января 2012 года.
15. ↑  Основные двигатели разработки КБХМ. — Таблицы, составленные участником форума журнала «Новости космонавтики» под псевдонимом Salo. Дата обращения: 29 августа 2010. Архивировано 26 января 2012 года.
16. ↑  S5.3 (англ.). — Данные ЖРД С5.3. Дата обращения: 29 августа 2010. Архивировано 26 января 2012 года.
17. 1 2 3 4  Проект 658 и 658М. deepstorm.ru. Дата обращения: 29 августа 2010. Архивировано 28 июня 2021 года.
18. 1 2  СКБ-385 / под общ. ред. В. Г. Дегтяря. — 2007. — С. 44.
19. 1 2 3 4  Коршунов, Кутовой. Баллистические ракеты отечественного флота. — 2002. — С. 16.
20. ↑  Е. А. Шитиков. Ядерное противостояние: к истории создания боеголовок морских баллистических ракет. Раздел Вторая боеголовка. Дата обращения: 7 августа 2010. Архивировано 2 апреля 2015 года.
21. 1 2 3 4 5 6 7 8  Широкорад А. Б. Энциклопедия отечественного РО. — С. 514.
22. 1 2 3  СКБ-385 / под общ. ред. В. Г. Дегтяря. — 2007. — С. 42.
23. ↑  СКБ-385 / под общ. ред. В. Г. Дегтяря. — 2007. — С. 36.
24. ↑  Стратегическое ядерное вооружение России. — 1998. — С. 252.
25. 1 2  Проект 629 / 629-Б • Golf-I class. atrinaflot.narod.ru. Дата обращения: 29 августа 2010. Архивировано из оригинала 18 января 2012 года.
26. ↑  Стратегическое ядерное вооружение России. — 1998. — С. 252—253.
27. 1 2 3 4  Стратегическое ядерное вооружение России. — 1998. — С. 253.
28. 1 2  Стратегическое ядерное вооружение России. — 1998. — С. 254.
29. 1 2 3  Проект 658 • Hotel-I class. atrinaflot.narod.ru. Дата обращения: 29 августа 2010. Архивировано из оригинала 30 января 2012 года.
30. ↑  Стратегическое ядерное вооружение России. — 1998. — С. 255.
31. ↑  Коршунов, Кутовой. Баллистические ракеты отечественного флота. — 2002. — С. 17.
32. ↑  Стратегическое ядерное вооружение России. — 1998. — С. 210—211.
33. ↑  Развитие морских стратегических сил СССР и России с конца 50-х по середину 90-х годов. arms.ru. Дата обращения: 29 августа 2010. Архивировано 10 марта 2012 года.
34. ↑  Широкорад А. Б. Энциклопедия отечественного РО. — С. 515.
35. 1 2  Ю. В. Ведерников. Глава 2. Сравнительный анализ создания и развития Морских стратегических ядерных сил СССР и США // Сравнительный анализ создания и развития морских стратегических ядерных сил СССР и США. Архивировано 29 августа 2011 года.